# Sergei Alexejewitsch Bessonow
Sergei Alexejewitsch Bessonow (russisch Сергей Алексеевич Бессонов; * 1892 in Kirschatsch, Russisches Kaiserreich; † 11. September 1941 in Orjol) war ein sowjetischer Diplomat.
Sergei Bessonow arbeitete in den 1930er Jahren als sowjetischer Botschaftsrat in Berlin. Bessonow wurde im Februar 1937 verhaftet und gehörte zu den 21 Angeklagten des dritten Moskauer Prozesses. Er wurde zu 15 Jahren Haft verurteilt, 1941 jedoch erschossen.